# Mark Randall (basket-ball)
Pour les articles homonymes, voir Mark Randall et Randall.
Mark Randall, né le 30 septembre 1967 à Edina dans le Minnesota, est un ancien joueur américain de basket-ball. Il évoluait au poste d'ailier fort.

## Palmarès
- Médaille de bronze au championnat du monde 1990.